# Интимизм

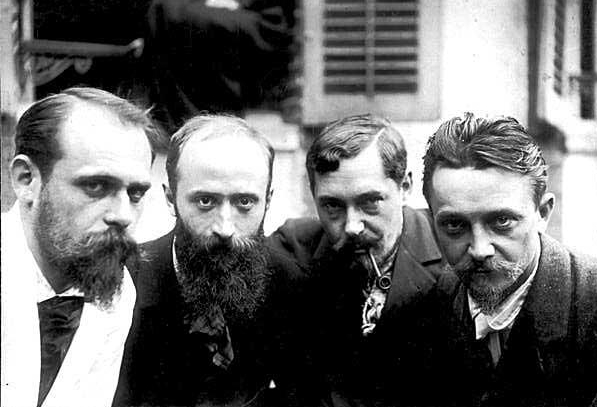
Слева направо: Кер-Ксавье Руссель, Эдуар Вюйар, Ромен Коулус и Феликс Валлотон в 1899 г.

Интими́зм (от лат. intimus — самый глубокий, тайный, сокровенный, искренний, задушевный) — разновидность жанровой живописи, возникшая на рубеже XIX—XX вв. в среде неоимпрессионистов. К числу художников-интимистов, как правило, относят членов группы «Наби»: Пьера Боннара, Эдуара Вюйара, Кер-Ксавье Русселя и Феликса Валлоттона.
Основные сюжеты работ интимистов — сцены повседневной жизни с её мелкими, зачастую незначительными событиями. В их творчестве преобладают интерьерные сцены, наполненные атмосферой тепла и уюта. Художники изображают собственную семью и друзей, однако на многих полотнах на первый план выносятся не люди, а цвет и композиция.
В палитре художников-интимистов преобладают тёплые тона; особое настроение создаёт запечатлённый на полотнах солнечный или электрический свет. Интимизму присущи необычные ракурсы (намеренно подчёркивается двухмерность пространства) и декоративные приёмы (например, изображение на переднем плане картины натюрморта).

## Галерея

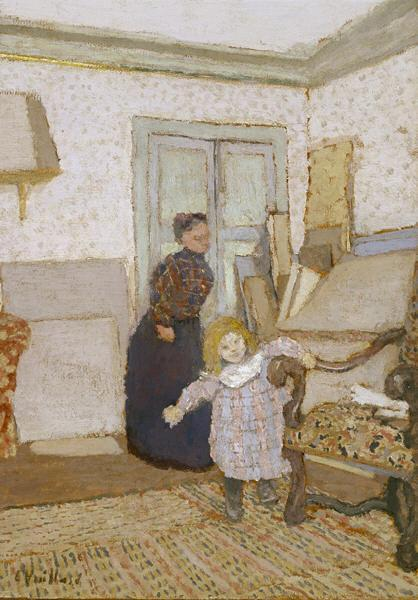
Э. Вюйар. Первые шаги, около 1890, Музей искусств Далласа
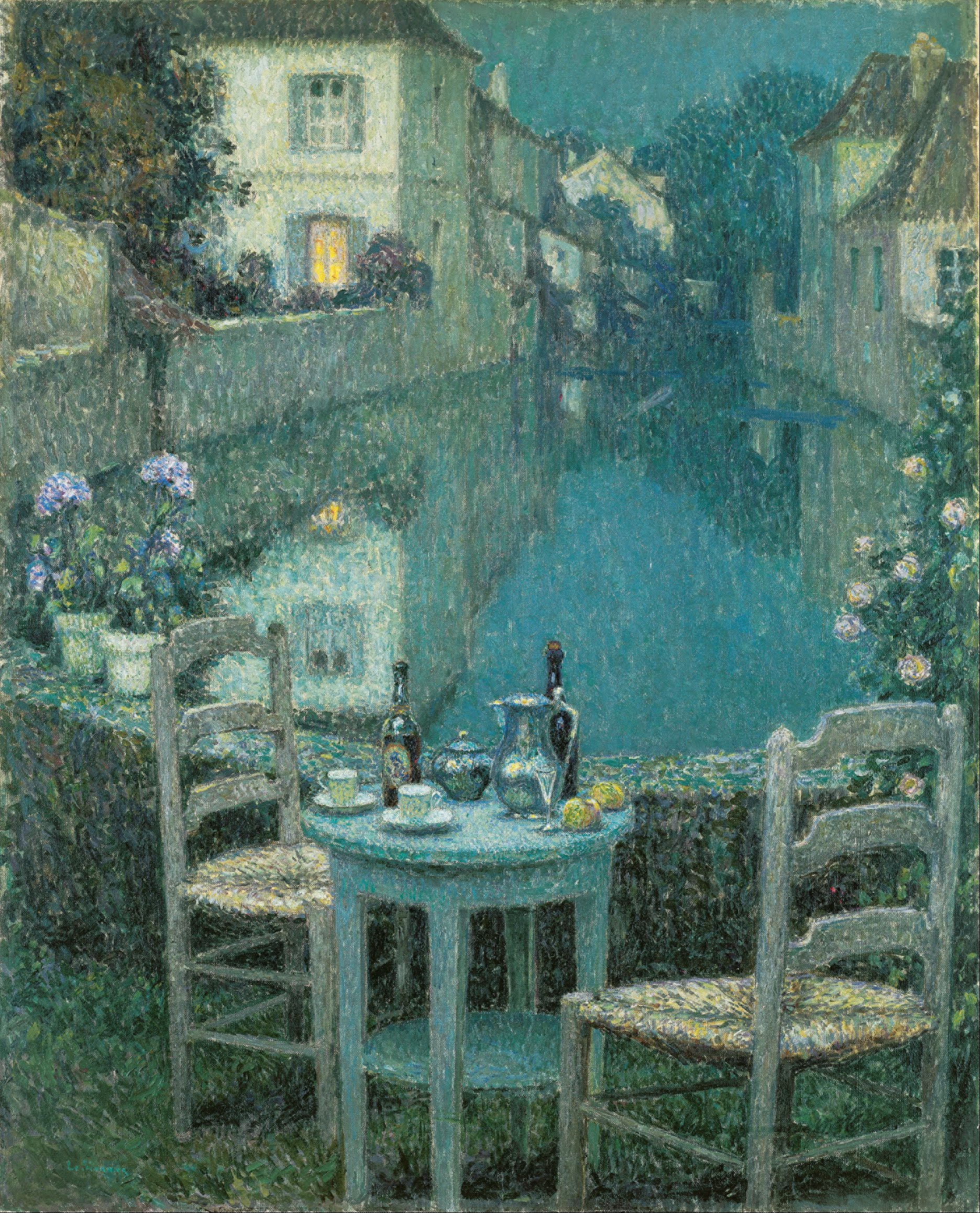
А. Ле Сиданэ. Столик в сумерках (1921)